# Košecké Podhradie
Košecké Podhradie és un poble i municipi d'Eslovàquia que es troba a la regió de Trenčín.

## Història
La primera menció escrita de la vila es remunta al 1297.

## Demografia
| Godina             | 1994 | 2004   | 2014   | 2024   |
| ------------------ | ---- | ------ | ------ | ------ |
| Nombre de persones | 1076 | 1071   | 1050   | 1053   |
| Diferència         |      | −0,46% | −1,96% | +0,28% |

| Godina             | 2023 | 2024   |
| ------------------ | ---- | ------ |
| Nombre de persones | 1059 | 1053   |
| Diferència         |      | −0,56% |